# Harz-Metall

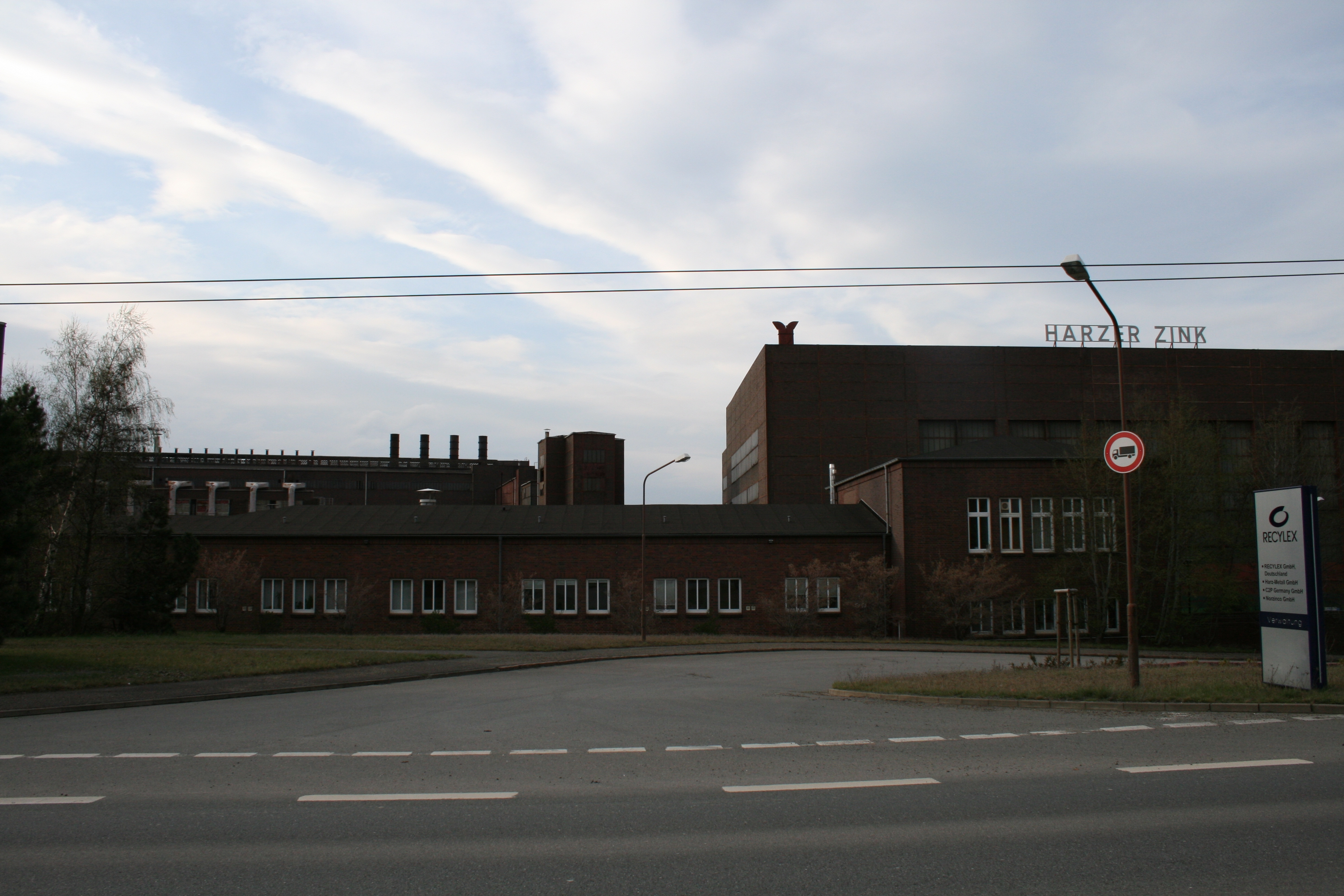
Ehemaliges Verwaltungsgebäude der Harz-Metall GmbH, 2009 (im Hintergrund rechts das 2023 abgerissene 20-Tage-Lager)

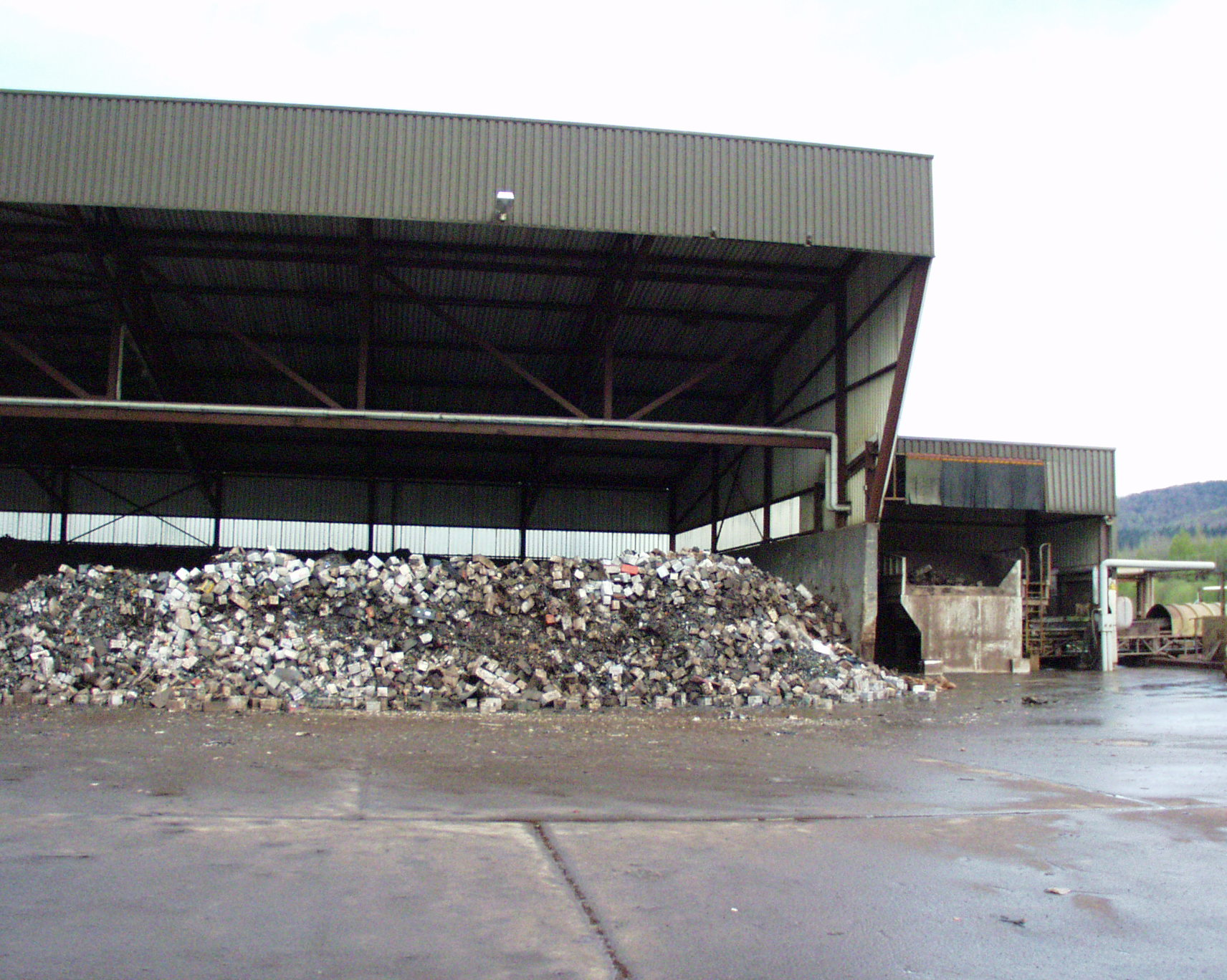
Akkuschrottlagerplatz der Brecheranlage

Die Harz-Metall GmbH (HMG) war ein im Goslarer Stadtteil Oker ansässiger Metallhüttenbetreiber und Rechtsnachfolger sämtlicher stillgelegter Harzer Hüttenwerke der ehemaligen Preussag AG.
Die Harz-Metall GmbH erlosch als eigene Gesellschaft zum 1. August 2020. Zum 1. Oktober 2020 übernahm die Industriepark und Verwertungszentrum Harz GmbH die Liegenschaften des aufgelösten Unternehmens.

## Vorgängerunternehmen
Bereits 1527 wurde von Herzog Heinrich dem Jüngeren von Braunschweig-Wolfenbüttel am Ausgehenden des Okertal in der Nähe der heutigen Ortschaft Oker in Niedersachsen das Blei- und Kupferhüttenwerk Frau-Marien-(Saiger-)-Hütte errichtet. Im Jahre 1635 fiel der Unterharzer Hütten- und Bergwerksbesitz an eine welfische Erbengemeinschaft, die sogenannte Communion. Im Jahre 1874 endete die direkte staatliche Direktion und in Oker wurde das Communion-Hüttenamt gegründet. Eigentümer waren zu 4/7 der Staat Preußen (nach Annexion des Königreichs Hannover 1866) und zu 3/7 das Land Braunschweig. 1909 entstand als weiterer Betrieb in unmittelbarer Nachbarschaft zur Bleihütte die Zinkoxydhütte Oker.
Nach der Bildung der Preussag AG 1923 als Konzern für den preußischen Montanbesitz wurden am 30. Dezember 1924 die Unterharzer Berg- und Hüttenwerke GmbH als Trägerunternehmen gegründet. 1936 kam als weiteres Werk die Zinkhütte Harlingerode hinzu. Die Preussag kaufte 1968 die Anteile des ehemaligen Landes Braunschweig, die nunmehr in Besitz der Niedersachsen GmbH waren. Die drei selbständigen Hütten in Oker und Harlingerode wurden damit auch organisatorisch zu einer Einheit zusammengefasst und als Hüttenwerk Harz betrieben. Der Unternehmensbereich Metall der Preussag AG mit Sitz in Goslar bildete die Verwaltung.

## Gesellschafter
Das Hüttenwerk Harz mit sämtlichen Liegenschaften auch der ehemaligen Hüttenstandorte im Harz wurde am 1. Januar 1986 in eine eigenständige GmbH unter dem Namen Harz-Metall überführt. Erster Geschäftsführer wurde Dr. Kunibert Hanusch. Die Preussag AG Metall brachte ihre Hüttenaktivitäten im Oktober 1988 in die zusammen mit dem französischen Montankonzern Penarroya gegründete Metaleurop S.A. mit Sitz in Paris ein. Die Harz-Metall wurde über die Metaleurop Deutschland GmbH, Hannover, eine hundertprozentige Tochter der Metaleurop S.A. Die Metaleurop firmierte 2007 zur Recylex Group um.
Am 14. Mai 2020 teilte der Mutterkonzern Recylex in einer Pressemitteilung mit, dass sich die Harz-Metall infolge der COVID-19-Pandemie in einem Schutzschirmverfahren im Rahmen des Insolvenzrechts befand.

## Produktion
Das Unternehmen produziert in seiner Drehrohrofenanlage nach dem Wälzverfahren einen angereicherten zink- und bleioxidhaltigen Staub aus sekundären Zinkvorstoffen. Dieses Erzeugnis dient in Zinkhütten als Ausgangsstoff für die Gewinnung von metallischem Zink.
Darüber hinaus verfügte das Unternehmen über eine Brecheranlage, in der aus alten Starter- und Notstrombatterien (Bleiakkus) jeweils ein oxidisches und ein metallisches Bleikonzentrat, sowie Polypropylen gewonnen wird. Das Blei-Recyclinggut wurde an die konzerneigene Bleihütte in Nordenham abgegeben.
Für die Verarbeitung der Polypropylenfraktion gründete die HMG als Tochterunternehmen die C2P Germany GmbH. In deren Mahl- und Extruderanlage wurde ab 2002 ein PP-Regranulat für die Kunststoffindustrie erzeugt.
Neben der gewerblichen Produktion trug die Harz-Metall GmbH die Verantwortung für die zahlreichen Altlasten aus fast 500 Jahren Metallverhüttung im Harz. Kernprojekte waren zuletzt Sicherungs- und Sanierungsarbeiten auf dem weitläufigen Haldengelände in Oker, das im Fokus örtlicher Umweltschutzverbände steht. Daneben wurden nicht mehr benötigte Anlagen und Gebäude auf dem Hüttengelände abgerissen und entsorgt. Es war vorgesehen, sanierte Grundstücke zur Neunutzung zu vermarkten; dies geschah in der Existenzzeit des Unternehmens jedoch nur unvollständig.
In die Schlagzeilen geriet das Unternehmen zuletzt im Januar 2019 durch stark erhöhte Dioxin-Emissionen. Einem Bericht des BUND-Regionalverbandes Westharz in der Goslarschen Zeitung zufolge überschritten die Messwerte am Drehrohrofen des Unternehmens im August 2017 den gesetzlich vorgeschriebenen Grenzwert für Dioxine um das 18fache. Die Grenzüberschreitung wurde bei einer Akteneinsicht in der Braunschweiger Gewerbeaufsicht festgestellt. Als Grund gab das Unternehmen verklebte Filterrohre durch schwefelhaltigen Petrolkoks an; in Folge dieses Berichts versprach das Unternehmen die Erarbeitung von Vorschlägen zum Einhalten der Grenzwerte und eine höhere Transparenz.